# Associació de Concerts (Reus)
L'Associació de Concerts és una entitat de la ciutat de Reus fundada el 1921 que té per objectiu acostar la música als seus associats i utilitza, mitjançant un conveni, el Teatre Fortuny d'aquella ciutat.
Un grup de reusencs músics i entusiastes de la música van voler portar a la seva ciutat les figures musicals del moment per donar-les a conèixer i per divulgar la cultura musical entre els seus associats. Reunits a l'estiu de 1921, va redactar uns estatuts, que van ser aprovats ràpidament i el desembre d'aquell any van organitzar el primer curs musical, al Teatre Bartrina, ja que una majoria de fundadors eren socis del Centre de Lectura, entitat propietària d'aquell teatre. Es va presentar el cèlebre Trio integrat pel pianista francès Alfred Cortot, el violinista Jacques Thibaud i Pau Casals. Els concerts se celebraven mensualment, i a partir del gener de 1922 es van traslladar al Teatre Fortuny. La primera junta de l'Associació estava formada pel doctor Pere Barrufet, president, Ricard Guinart, mestre de piano i compositor, J. Cogul i M. Grases, violinistes i Víctor Tarragó, violoncel·lista. Per l'abril de 1922 actuà Arthur Rubinstein, i fins al 1934 van anar succeint-se mensualment els concerts que s'alternaven amb cicles d'òpera, ja que el Teatre Fortuny permetia preparar una bona escenografia i tenia molt bona acústica. L'Associació va quedar latent durant la Guerra civil i la primera postguerra, però el 1954 un grup d'amics aficionats a la música encapçalats per Panayotis G. Orphanides, van reorganitzar-la, amb uns nous estatuts i acordaren situar el seu local social a la Societat El Círcol, propietària del Teatre Fortuny. Van portar a la ciutat tota mena d'audicions musicals, des de la música de cambra als orfeons. Van reincorporar antics membres de l'Associació d'abans de la guerra (el doctor Pere Barrufet en va ser president honorari) i Orphanides va presidir la nova etapa, que va iniciar l'Orquestra de la Ciutat de Barcelona dirigida pel mestre Eduard Toldrà. Actualment segueix portant a Reus orquestres i músics de tot el món. El 2015 va incorporar una orquestra pròpia a l'entitat.
El 2022, l'entitat va rebre el premi «El més amic de Reus» que concedeix cada any el Centre d'Amics de Reus, en reconeixement de l’àmplia trajectòria cultural de l’entitat, destacant-ne el treball de divulgació de la cultural musical que fan.